# Emmanuel Imanishimwe
Emmanuel Imanishimwe (ur. 2 lutego 1995 w Kigali) – rwandyjski piłkarz grający na pozycji lewego obrońcy. Od 2021 gra w klubie FAR Rabat.

## Kariera klubowa
Swoją karierę piłkarską Imanishimwe rozpoczął w klubie Rayon Sports FC. W sezonie 2014/2015 zadebiutował w nim w pierwszej lidze rwandyjskiej. W 2015 roku przeszedł do APR FC. Grał w nim do końca sezonu 2020/2021. Wraz z APR czterokrotnie został mistrzem kraju w sezonach 2015/2016, 2017/2018, 2019/2020 i 2020/2021 oraz wicemistrzem w sezonie 2018/2019. Zdobył też Puchar Rwandy w sezonie 2016/2017.
Na początku 2022 Imanishimwe został zawodnikiem marokańskiego FAR Rabat. Zadebiutował w nim 15 września 2021 w przegranym 0:3 domowym meczu z Jeunesse Sportive de Soualem.

## Kariera reprezentacyjna
W reprezentacji Rwandy Imanishimwe zadebiutował 3 września 2016 roku w zremisowanym 1:1 meczu kwalifikacji do Pucharu Narodów Afryki 2017 z Ghaną, rozegranym w Akrze.